# Standard Oil

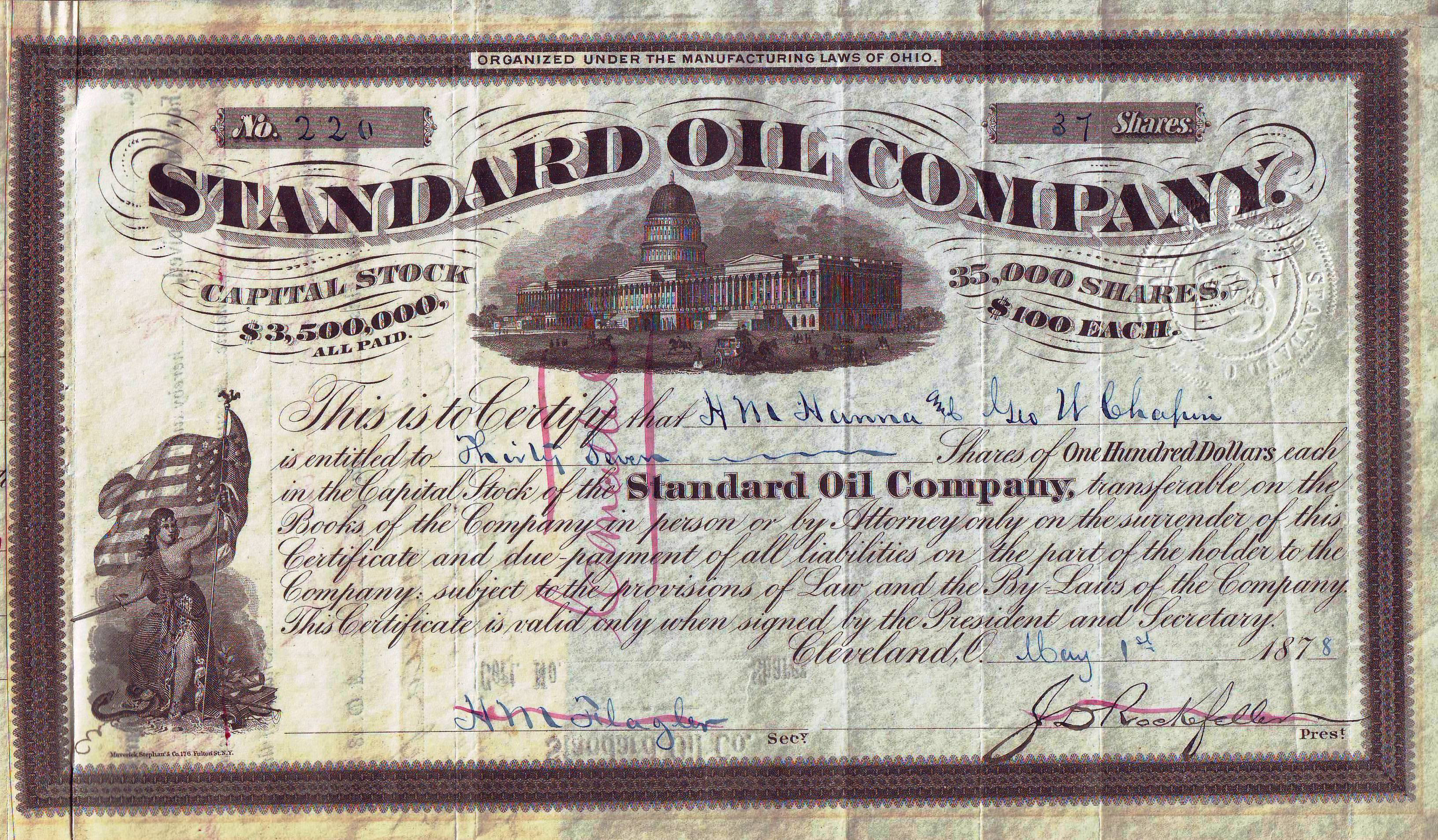
Action de la Standard Oil Company en date du 1. Mai 1878.

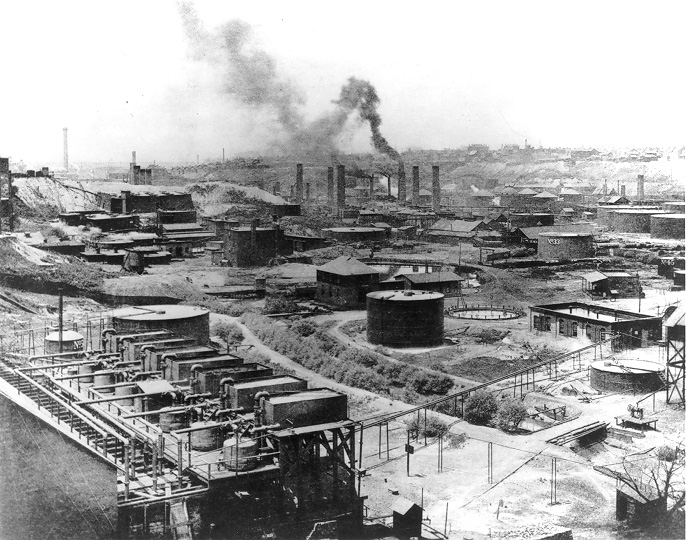
Raffinerie no 1 de la Standard Oil à Cleveland dans l'Ohio en 1899.

La Standard Oil était une société de raffinage et de distribution de pétrole fondée par John D. Rockefeller et ses associés en 1870. Désirant étendre son empire, Rockefeller fusionna cinq grandes sociétés de raffinage, dont celle d’Henry Flagler : la Rockefeller, Andrews & Flagler.
Considérée comme bénéficiaire d'un monopole, la Standard Oil est dissoute à la suite d’un arrêt de la Cour suprême des États-Unis de 1911 : elle est alors scindée en 34 sociétés dont les plus connues sont la Socal (Standard Oil of California, future Chevron), la SONJ (Standard Oil of New Jersey, future Exxon), la Socony (Standard Oil of New York, future Mobil), la Ohio Oil Company (future Marathon Petroleum), la Sohio (Standard Oil of Ohio (en)), la Standard Oil of Indiana (future Amoco) et la Kyso (Standard Oil of Kentucky (en)).
Ce sous-ensemble de sept sociétés issues de la Standard Oil a en conséquence été communément surnommé les « Sept Sœurs », pour ensuite figurer parmi les principales sociétés pétrolières mondiales. Ce terme a plus tard été repris pour désigner, des années 1940 aux années 1970, les sept principales sociétés pétrolières mondiales dont cinq sont finalement associées à la Standard Oil, l'empire originel de Rockfeller.

## La fondation de la société
Le 28 août 1859, le premier forage pétrolier était effectué à Titusville (Pennsylvanie) par le « colonel » Edwin Drake. Cleveland (Ohio), la plus proche ville, devint rapidement la plaque tournante de l'industrie de raffinage.
La Standard Oil ne fut au départ qu'une société de l’Ohio réunissant les actifs de l’industriel John D. Rockefeller et de son frère, William Rockefeller, du courtier en grains Henry Flagler, du chimiste Samuel Andrews, de l'investisseur Stephen V. Harkness, et du prospecteur d'or Oliver Burr Jennings, qui avait épousé la belle-sœur de Rockefeller. En 1870, Rockefeller créa la Standard Oil of Ohio, société par actions au capital de 1 million de dollars. De l’émission initiale de 10 000 actions, John D. Rockefeller s'en attribua 2 667 ; Harkness en reçut 1 334, William Rockefeller, Flagler, et Andrews 1 333 chacun ; Jennings en reçut 1 000 ; et la trésorerie de la firme Rockefeller, Andrews & Flagler bénéficia des 1 000 actions restantes. Par une politique commerciale agressive sévèrement critiquée ensuite, la Standard Oil of Ohio absorba ou ruina en 1872 la plupart de ses concurrents de Cleveland en moins de deux mois, puis s'imposa comme le seul opérateur pétrolier dans le Nord-Est des États-Unis.

## Liquidation de la concurrence: la guerre des prix
Dans les premières années, John D. Rockefeller dominait au sein du groupe d'actionnaires, car il était celui qui connaissait le mieux l'industrie encore balbutiante des produits pétroliers. Il délégua très vite les tâches d'encadrement et de formation à un réseau de commissions, tout en veillant à demeurer l’actionnaire majoritaire. L'exécutif était concentré dans les bureaux de la compagnie à Cleveland, mais les décisions étaient prises en comité.
Pour contourner les lois de l'État visant à limiter la taille des sociétés, Rockefeller et ses associés surent développer des stratégies de gestion innovantes leur permettant de conserver le contrôle d'une entreprise en pleine croissance : ils multiplièrent les filiales, qui étaient autant de faux-nez de la Standard Oil ; puis en 1882, ils regroupèrent ces sociétés dispersées à travers une douzaine d'états américains en un conseil d'administration unique : au terme d'une entente, les trente-sept actionnaires de ces sociétés étaient convenus de donner pouvoir « in trust » à un directoire de neuf syndics, à savoir : John et William Rockefeller, Oliver H. Payne, Charles Pratt, Henry Flagler, John D. Archbold, William G. Warden, Jabez Bostwick, et Benjamin Brewster. Cette organisation, si efficace pour contourner les lois américaines, constituait l'un des premiers trusts de l’histoire.
La croissance du marché et les rachats de sociétés concurrentes amenèrent la prospérité de la compagnie. Après avoir racheté les concurrents, Rockefeller fermait les exploitations qu'il jugeait insuffisamment rentables et augmentait la production des sites restants. Par un accord qui fit date, la Lake Shore Railroad, filiale de New York Central Railroad, concéda en 1868 à la compagnie de Rockefeller un rabais de 42 cents le baril, représentant un rabais réel de 71 % moyennant l'engagement de transporter sur ses lignes au moins 60 wagons par jour de pétrole, à charge pour la Standard Oil d'assurer le chargement et le déchargement des cargaisons. Les producteurs concurrents dénoncèrent cet accord, leur production ne leur permettant pas d'exiger le même rabais de la compagnie de chemin de fer. Toutefois il est arrivé que les manœuvres de Rockefeller échouent : lorsqu'en 1872, il investit dans la South Improvement Co., avec la perspective d'obtenir des rabais sur les tarifs de transport, et d'alourdir au contraire les frais de transport de ses concurrents ; l'affaire s'ébruita, et les petits producteurs exigèrent du parlement de Pennsylvanie l'annulation de la patente de South Improvement.
Les économies d'échelle de la Standard Oil et les ententes secrètes sur les tarifs de transport permirent de faire baisser le prix du baril de kérosène de 58 à 26 cents entre 1865 et 1870 ; et si les concurrents maudissaient cette guerre des prix, elle fit le bonheur d'une industrie en pleine croissance. La Standard Oil, qui s'était imposée bien avant la découverte des champs de pétrole de Spindletop, sur un marché dont les seuls débouchés étaient l'éclairage et le chauffage, allait se trouver favorisée par l'explosion de l'industrie chimique. Cette compagnie passait pour posséder ou contrôler toute la filière (concentration verticale).
L'influence de la Standard Oil est telle qu'elle est en mesure d’imposer toutes ses conditions aux compagnies de chemin de fer, leur enjoignant notamment de refuser de transporter les produits de ses concurrents. En 1875, ses agents interviennent auprès des propriétaires des 27 raffineries que comptait la ville de Titusville pour leur signaler que la Standard Oil entend les racheter à un prix dérisoire. Devant leur évident refus, la Standard fait cesser tous les transports entre Titusville et le monde extérieur. En 1879, 25 des 27 compagnies avaient accepté de vendre. La même tactique est employée à Pittsburgh en 1879.

## Le monopole

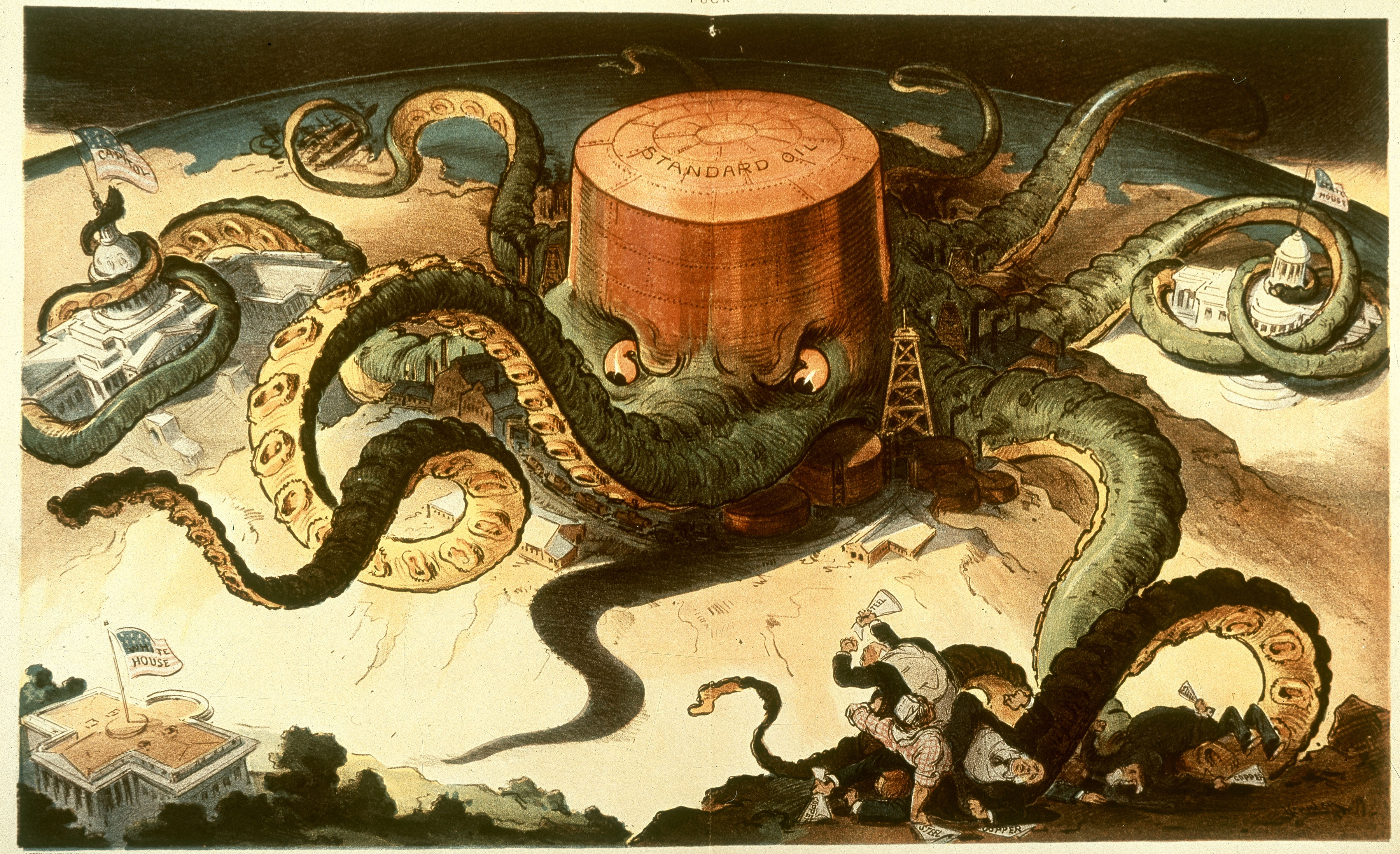
Dessin satirique représentant le monopole de la société dans les années 1900.

En 1885, la Standard Oil of Ohio déménagea son siège social de Cleveland à New York, au 26 Broadway, dans un immeuble tout juste terminé. Dans le même temps, le directoire de la Standard Oil of Ohio confiait ses actifs à la Standard Oil Company of New Jersey (SOCNJ) pour profiter des lois plus laxistes de l'État de New Jersey en matière de concentration commerciale.
Mais dès 1890, le Congrès vota la Loi anti-trust, source de toutes les lois anti-monopole américaines depuis. Cette loi interdisait tout contrat, organisation, accord, ou entente visant à gêner la concurrence, bien que l'expression anglaise (restraint of trade) soit sujette aux interprétations les plus larges. Le groupe Standard Oil ne tarda pas à attirer l’attention des autorités : il s'ensuivit un procès retentissant devant la cour de l’Ohio, instruite par l'Attorney General David K. Watson.
Entre 1882 et 1906, la Standard versa quelque 548 436 000 $ de dividendes au rendement de 65,4 %. Pratique courante dans les affaires, une fraction importante des bénéfices était réinvestie aussitôt dans l'entreprise, plutôt que de tout verser aux actionnaires. Au total, les bénéfices accumulés par la compagnie entre 1882 et 1906 se seront élevés à 838 783 800 $, soit un excédent de 290 347 800 $ sur les dividendes. Ce capital permit de développer les différents sites de production.
En 1897, John Rockefeller prit brutalement sa retraite de président de la Standard Oil Company of New Jersey sans en informer qui que ce soit, la holding du groupe, mais demeurait l'actionnaire majoritaire. Le vice-président John Dustin Archbold exerça désormais l'essentiel du pouvoir. La Standard Oil continuait de s'imposer sur le marché par l’augmentation de la productivité et la chasse aux coûts de stockage ; ainsi, tandis que la plupart de ses concurrents se débarrassaient de l’essence, alors produit de distillation sans aucune valeur commerciale, en la rejetant dans les rivières, la Standard Oil s'en servait pour faire tourner ses machines. Là où ses concurrents stockaient des fûts de goudrons, Rockefeller cherchait à les vendre. C'est ainsi que la Standard Oil créa le premier ersatz synthétique de cire d'abeille, et qu'elle racheta en 1908 la Chesebrough Manufacturing Company, qui avait développé la vaseline.

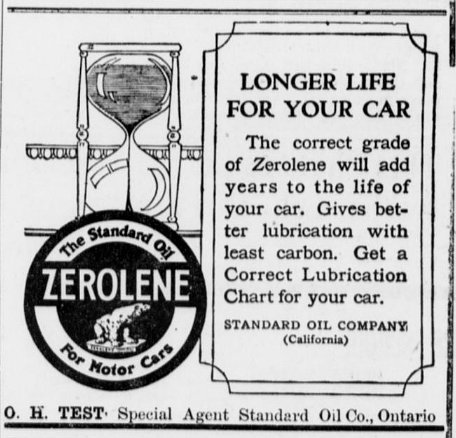
Pub pour l'essence Zerolene de Standard Oil, 1913.

Le trust de la Standard Oil ne fut jamais contrôlé que par une poignée de familles. Rockefeller ne déclarait-il pas en 1910 : « Je crois que les familles Pratt, Payne-Whitney (formant un seul investisseur, leurs titres provenant de la succession du colonel Payne), les Harkness-Flagler (qui investirent en même temps dans la compagnie) et les Rockefeller détenaient la majorité des actions depuis le début de la Compagnie jusqu’à aujourd'hui. » Ces familles réinvestissaient le gros des dividendes dans d'autres filières, notamment les compagnies de chemin de fer. Ils investirent aussi dans le gaz et l’éclairage électrique (y compris dans Consolidated Gas Company of New York City), dans U.S. Steel, Amalgamated Copper, et même la Corn Products Refining Co.

## Le démantèlement antitrust
Depuis la fin XIXe siècle - début XXe siècle, les États-Unis avaient mis en place une politique anti-trust (Sherman Antitrust Act) pour ménager la libre concurrence et éviter des situations de rente nuisibles à l’innovation et aux consommateurs.
L’un des premiers journalistes à dénoncer les pratiques anti-concurrentielles de la Standard Oil fut la journaliste Ida M. Tarbell, dont le père était un exploitant ruiné. Au terme de plusieurs entretiens avec un cadre de la Standard Oil, Henry Huttleston Rogers, elle parvint à monter une campagne de presse retentissante contre Rockefeller et les monopoles en général. Ses investigations firent l'objet de dix-neuf articles publiés dans McClure's Magazine, entre novembre 1902 et octobre 1904, avant de reprendre l'ensemble dans un livre, The History of the Standard Oil Company (en) (1904).
En 1911, le département de la Justice des États-Unis poursuivit la Standard Oil pour ses prises de position monopolistiques (Standard Oil Co. of New Jersey v. United States (en)). En 1914, la Federal Trade Commission (FTC), vouée à veiller au respect de la politique Antitrust, fut créée. Le procès Rockefeller eut lieu la même année : le tribunal ordonna le démantèlement de la Standard Oil en 34 sociétés indépendantes (Mobil, Chevron) dont certaines gardent le droit d'utiliser la marque Standard Oil dans certains États.
À son apogée, l'entreprise affichait un chiffre d'affaires de près d'un demi milliard de dollars (1909), soit l'un des plus importants des États-Unis.

## Les successeurs
Les trente-quatre sociétés qui ont résulté de la scission de la Standard Oil ont été les suivantes :
1. Anglo-American Oil Company
2. Atlantic petroleum → ARCO → achetée par BP
3. Buckeye Pipe Line Company
4. Borne-Scrymser Company
5. Cheseborough Manufacturing Company
6. Colonial Oil Company
7. Continental Oil Company → Conoco → ConocoPhillips
8. Crescent Pipe Line Company
9. Cumberland Pipe Line Company
10. Eureka Pipe Line Company
11. Galena-Signal Oil Company
12. Indiana Pipe Line Company
13. National Transit Company
14. New York Transit Company
15. Northern Pipe Line Company
16. Ohio Oil Company → Marathon Petroleum
17. Prairie Oil & Gas Company
18. Solar Refining Company
19. Southern Pipe Line Company
20. South Penn Oil Company → Pennzoil
21. Southwest Pennsylvania Pipe Lines Company
22. Standard Oil of California (SoCal) → Chevron → ChevronTexaco → Chevron (à nouveau depuis 2005)
23. Standard Oil of Indiana → Stanolid → Amoco → BPAmoco → BP
24. Standard Oil of Kansas → Stanolid → Amoco → BPAmoco → BP
25. Standard Oil of Kentucky → Kyso (en) → Chevron
26. Standard Oil (Company) of Louisiana
27. Standard Oil of Nebraska
28. Standard Oil of New Jersey → Exxon (Esso hors des États-Unis) → ExxonMobil
29. Standard Oil (Company) of New York (Socony) → Socony-Vaccuum → Mobil Oil Corporation → ExxonMobil
30. Standard Oil of Ohio → Sohio (en) → BP
31. Swan & Finch Company → Supra Penn → Motul
32. Union Tank Lines
33. Vacuum Oil Company → Socony-Vaccuum →  Mobil Oil Corporation → ExxonMobil
34. Waters-Pierce